# Maarten Brzoskowski
Maarten Brzoskowski (Best, 19 de septiembre de 1995) es un deportista neerlandés que compitió en natación.
Ganó una medalla de oro en el Campeonato Europeo de Natación de 2016, en la prueba de 4 × 200 m libre. Participó en los Juegos Olímpicos de Río de Janeiro 2016, ocupando el séptimo lugar en la misma prueba.

## Palmarés internacional
| Campeonato Europeo | Campeonato Europeo    | Campeonato Europeo | Campeonato Europeo |
| Año                | Lugar                 | Medalla            | Prueba             |
| ------------------ | --------------------- | ------------------ | ------------------ |
| 2016               | Londres (Reino Unido) | Medalla de oro     | 4 × 200 m libre    |